# 庆尚国立大学
慶尚國立大學（：／），位於韓國庆尚南道晋州市。庆尚國立大学是韩国十大重点国立大学之一，在生命科学和机械航空工程学领域中居于领先地位。2010年，當時的庆尚大学在QS世界大学排名亚洲排第139。

## 歷史年表
- 庆尚大學创建於1948年10月20日，其前身为晋州农业学院。
- 1972年7月11日，被重新命名为国立庆尚学院。
- 1975年3月1日，建立研究生院。
- 1980年3月1日，命名为国立庆尚大学。
- 1982年3月1日，科学和工学院划分为自然科学学院和工学院。
- 1983年3月1日，建立医学院。
- 1987年2月21日，国立庆尚大学医院建成。
- 1988年3月1日，商业与公共管理专业研究生院成立。
- 1989年3月1日，兽医学院成立。
- 1993年3月1日，建立经营学院。
- 1995年3月1日，建立海洋科学学院。
- 2003年3月1日，建立生命与环境科学研究生院。
- 截止到2008年3月1日，国立庆尚大学共有12个学院，6个研究生院，每年新入生约3,254人。[3]
- 2021年3月1日，與慶南科學技術大學合併，改為現校名。

## 学部
- 인문대학（人文學院）
  - 국어국문학과（国语国文學系）
  - 중어중문학과（中文學系）
  - 영어영문학과（英語英文學系）
  - 불어불문학과（法語法文學系）
  - 독어독문학과（德語德文學系）
  - 러시아학과（俄羅斯學系）
  - 철학과（哲学系）
  - 사학과（社会学系）
  - 한문학과 （漢文学系）
  - 민속무용학과（民俗舞蹈系）
- 사회과학대학 （社會科學學院）
  - 정치학과（政治學系）
  - 외교학과（外交學系）
  - 경제학부（經濟學部）
  - 사회학과（社會學系）
  - 심리학과（心理學系）
  - 지리학과（地理學系）
  - 사회복지학과（社會福利学系）
- 자연과학대학 （自然科學學院）
  - 수학과（數學系）
  - 통계학과（統計學系）
  - 물리학과（物理學系）
  - 화학과（化學系）
  - 생명과학부（生命科學学部）
  - 컴퓨터과학부（计算机科学部）
  - 수의예과 （兽医学系）
  - 식품영양학과（食品营养学系）
  - 의류학과 （衣类学系）
  - 정보통계학과 （情报统计学系）
  - 지구환경과학과（地球环境学系）
- 경영대학 （管理學院）
  - 경영정보학과（经营信息学系）
  - 경영학과 （经营学系）
  - 국제통상학과（国际贸易學系）
  - 회계학과（会计学系）
- 공과대학 （工學院）
  - 기계항공공학부 （機械航太工程学部）
  - 나노ㆍ신소재공학부（纳米與新材料学部）
  - 산업시스템공학부（产业系统学部）
  - 전기전자공학부（电气电子工学部）
  - 건축공학과（建筑工学系）
  - 건축학과（建筑学系）
  - 도시공학과（土木工程系）
  - 생명화학공학과（生命化学工学系）
- 농업생명과학대학（農學院&生命科學學院）
  - 농생명학부（农生命工学部）
  - 환경산림과학부（山林环境工学部）
  - 농업경제학과 （农业经济学系）
  - 생물산업기계공학과 （生物产业机械工学系）
  - 지역환경기반공학과 （地域环境学系）
- 법과대학（法學院）
  - 법학부（法學部）
- 사범대학（教育學院）
  - 교육학과（教育學系）
  - 윤리교육과（伦理教育学系）
  - 국어교육과（韓語教育学系）
  - 영어교육과（英語教育学系）
  - 일어교육과 （日語教育学系）
  - 일반사회교육과 （社會教育学系）
  - 역사교육과（歷史教育学系）
  - 지리교육과（地理教育学系）
  - 수학교육과（數學教育学系）
  - 물리교육과（物理教育学系）
  - 화학교육과（科學教育学系）
  - 컴퓨터교육과（计算机教育学系）
  - 생물교육과（生物教育学系）
  - 미술교육과 （美术教育学系）
  - 음악교육과（音乐教育学系）
  - 체육교육과（體育教育学系）
- 수의과대학（獸醫學院）
  - 수의학과（獸醫學系）
- 의과대학（醫學院）
  - 의학과（醫學系）
- 간호대학 （護理學院）
  - 간호대학 （護理學系）
- 해양과학대학（海洋科学学院） 
  - 해양토목공학과（海洋土木工程学系）
  - 해양환경공학과（海洋环境学系）
  - 수산경영학과（水产经营学系）
  - 해양생명과학과（海洋生命学系）
  - 해양식품공학과（海洋食品工学系）
  - 해양경찰시스템학과（海事和产品系统工学系）
  - 기계시스템공학과（机械系统工学系）
  - 에너지기계공학과（能量机械工学系）
  - 정보통신공학과（信息通信学系）
  - 조선해양공학과（造船工学系）

## 大学院
- 人文与社会科学学院
- 自然科学学院
- 工学院
- 医学院
- 艺术与运动学院

## 研究机构
- 健康科学研究所 (GIHS)
- 庆南文化研究所 (RIGNC)
- 工学研究院 (ERI)
- 教育研究院 (ERI)
- 全球与区域研究所 (IGAS)
- 农业与生命科学研究所 (IALS)
- 社会科学研究所 (ISS)
- 自然科学研究院 (RINS)
- 兽医学研究院  (VMRI)
- 法学研究所  (IOL)
- 生命科学研究院 (RILS)
- 植物分子生物学与生物技术研究中心 (PMBBRC)
- 人文研究所 (IH)
- 计算机与信息通信研究院 (RICIC)
- 航空器技术研究中心 (RCAPT)
- 海洋工业研究所 (IMI)
- 环境与区域发展研究所 (ERDI)

## 外部連結
- 官方网站 （页面存档备份，存于）
- 英文官方網站 （页面存档备份，存于）
- 慶尚大學國際交流中心
- 庆尚大学图书馆（英文）

35°09′N 128°06′E / 35.15°N 128.1°E